# Ленинск-Кузнецкий троллейбус
Ленинск-Кузнецкий троллейбус — система троллейбусного транспорта города Ленинск-Кузнецкий. Эксплуатация открыта 11 января 1984 года.

## Официальная организация
Эксплуатацию троллейбусной сети осуществляет АО "Горэлектротранспорт города Ленинск-Кузнецкого".

## Маршруты
По состоянию на март 2024 года в Ленинске-Кузнецком эксплуатируются четыре троллейбусных маршрута:
| № | Конечные пункты   | Конечные пункты     | Трасса следования | Трасса следования |
| № | Конечные пункты   | Конечные пункты     | Туда | Обратно |
| - | ----------------- | ------------------- | --- | --- |
| 1 | Центральный рынок | КСК                 | Центральный рынок, шахта имени Кирова, школа № 58, Центральные Электро-Механические Мастерские, площадь Победы, Медицинское училище, Дворец Культуры имени Ярославского, Автовокзал, Дворец Спортивной Гимнастики, Спасстанция, (2-я взрослая поликлиника) Завод «Кузбассэлемент», (магазин «Глобус»), 1-й микрорайон, Кафе, ТЦ «Фабрика», КСК                                                                                          | КСК, ТЦ «Фабрика», Кафе, 1-й микрорайон, (магазин "Глобус), Завод «Кузбассэлемент», (2-я взрослая поликлиника), Спасстанция, Дворец Спортивной Гимнастики, Автовокзал, Дворец Культуры имени Ярославского, Медицинское училище, площадь Победы, парк имени Горького, (1-я горбольница), Детская поликлиника, Художественная школа, Мебельная фабрика, Центральный рынок                                                          |
| 2 | Центральный рынок | Посёлок Дачный      | Центральный рынок, Мебельная фабрика, Художественная школа, Детская поликлиника, (1-я горбольница), парк имени Горького, площадь Победы, Медицинское училище, Дворец Культуры имени Ярославского, Автовокзал, Дворец Спортивной Гимнастики, Спасстанция, (2-я взрослая поликлиника), завод «Кузбассэлемент», 1-й Дачный, 2-й Дачный, 3-й Дачный — 4-й Дачный                                                                            | Центральный рынок, Мебельная фабрика, Художественная школа, Детская поликлиника, (1-я горбольница), парк имени Горького, площадь Победы, Медицинское училище, Дворец Культуры имени Ярославского, Автовокзал, Дворец Спортивной Гимнастики, Спасстанция, (2-я взрослая поликлиника), завод «Кузбассэлемент», 1-й Дачный, 2-й Дачный, 3-й Дачный — 4-й Дачный                                                                     |
| 3 | Центральный рынок | КСК                 | Центральный рынок, Мебельная фабрика, Художественная школа, Детская поликлиника, (1-я горбольница), парк имени Горького — площадь Победы, Медицинское училище, Дворец Культуры имени Ярославского, Автовокзал, Дворец Спортивной Гимнастики, Спасстанция, (2-я взрослая поликлиника), Завод «Кузбассэлемент», (магазин "Глобус), 1-й микрорайон, Кафе, ТЦ «Фабрика» КСК                                                                 | КСК, ТЦ «Фабрика», Кафе, 1-й микрорайон, (магазин «Глобус»), Завод «Кузбассэлемент», (2-я взрослая поликлиника), Спасстанция, Дворец Спортивной Гимнастики, Автовокзал, Дворец Культуры имени Ярославского, Медицинское училище, площадь Победы, Центральные Электро-Механические Мастерские школа № 33, шахта имени Кирова, Центральный рынок                                                                                   |
| 4 | Центральный рынок | Профсоюзный квартал | Центральный рынок, шахта имени Кирова, школа № 58, Центральные Электро-Механические Мастерские, площадь Победы, Медицинское училище, Дворец Культуры имени Ярославского, Автовокзал, Дворец Спортивной Гимнастики, Спасстанция, (2-я взрослая поликлиника) Завод «Кузбассэлемент», (магазин «Глобус»), 1-й микрорайон, Магазин "Олимп", Стоматология, Днепровский квартал, Магазин "Доярушка", Кемеровский квартал, Профсоюзный квартал | Профсоюзный квартал, Топкинская улица, Бульвар Химиков, Технологический техникум, 1-й микрорайон, (магазин "Глобус), Завод «Кузбассэлемент», (2-я взрослая поликлиника), Спасстанция, Дворец Спортивной Гимнастики, Автовокзал, Дворец Культуры имени Ярославского, Медицинское училище, площадь Победы, парк имени Горького, (1-я горбольница), Детская поликлиника, Художественная школа, Мебельная фабрика, Центральный рынок |

Примечание: остановки указанные в скобках являются заявочными как на вход, так и на выход.

## Подвижной состав
В Ленинске-Кузнецком эксплуатируется троллейбусы следующих моделей
- ЗиУ-682, 8 шт. (различных модификаций)
- ЛиАЗ-5280, 8 шт.
- БТЗ-52761Т, 3 шт.
- БТЗ-52761Р, 4 шт.
- ВМЗ-52981, 5 шт.
- БТЗ-52768Т, 2 шт.
- ЗиУ-682 КР Иваново, 1 шт.
- ВМЗ-5298.01-50 «Авангард», 1 шт.

## Интересный факт
С 2021 года Ленинск-Кузнецкий является самым маленьким по численности населения городом России, в котором действует троллейбусный транспорт (не считая Алушты).